# Systoechus argyroleucus
Systoechus argyroleucus är en tvåvingeart som beskrevs av Hesse 1938. Systoechus argyroleucus ingår i släktet Systoechus och familjen svävflugor. Inga underarter finns listade i Catalogue of Life.